# Nyawangan (Kras)
Nyawangan is een bestuurslaag in het regentschap Kediri van de provincie Oost-Java, Indonesië. Nyawangan telt 2839 inwoners (volkstelling 2010).